# 德威特·韋伯
德威特·韋伯（英語：DeWitt Webb，1840年12月19日—1917年4月12日）是一名美國醫生、政治家和博物學家。他是聖奧古斯丁歷史學會和自然科學研究所的創始人，並擔任了34年的主席。

## 生平
韋伯在紐約鹽角行醫。1876年和1877年，他擔任紐約州眾議院議員。
韋伯於1880年搬到佛羅里達州聖奧古斯丁。他是聖奧古斯丁免費公共圖書館協會的成員。在職業方面，韋伯是弗拉格勒醫院的執業醫生，也是州立聾盲學校的助理醫生。1880年代，美國原住民居住在馬里昂堡時，他也曾擔任該堡的代理助理外科醫生和醫務官。韋伯曾是佛羅里達州議會議員，1911年和1912年擔任聖奧古斯丁市長。

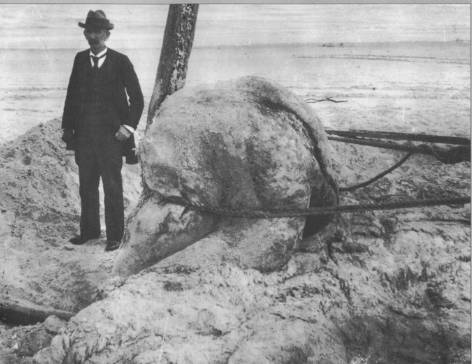
聖奧古斯丁怪物旁的韋伯

韋伯最為人所知的可能是他參與1896年聖奧古斯丁怪物的記錄工作。他是唯一一位有學術背景的人，對標本進行了實地考察。

## 外部連結
- Le "Monstre de Floride" de 1896: Cachalot ou Pieuvre Geante? （页面存档备份，存于） （法語）
- 互联网档案馆中德威特·韋伯的作品或与之相关的作品

| 纽约州众议院           | 纽约州众议院                            | 纽约州众议院       |
| ---------------------- | --------------------------------------- | ------------------ |
| 前任： 班傑明·S·布洛斯 | 紐約州眾議院 杜奇斯縣第二選區 1876–1877 | 繼任： 彼得·赫爾姆 |